# Woodman (thị trấn), Wisconsin
Woodman là một thị trấn thuộc quận Grant, tiểu bang Wisconsin, Hoa Kỳ. Năm 2010, dân số của thị trấn này là 182 người.